# Liga Uruguaya de Ascenso 2021
La Liga Uruguaya de Ascenso 2021, popularmente conocida como El Metro, y organizada por la FUBB, reúne a los equipos disputantes de la Segunda División del básquetbol uruguayo.

## Sistema de disputa
El Metro 2021 se disputará (al menos hasta semifinales) en el escenario de Larre Borges. La primera fase se jugará todos contra todos. Los 4 mejores clasificados avanzarán directamente a cuartos de final mientras que entre las posiciones 5° y 12° se enfrentarán por los octavos de final.
Los ganadores de octavos de final se enfrentarán a los primeros cuatro equipos de la fase regular por los cuartos de final. Los equipos que avancen se enfrentarán en las semifinales por un ascenso a la Liga Uruguaya. Tanto octavos, como cuartos y semifinal serán a series al mejor de 3 encuentros.
Los ganadores se medirán en la final del torneo a partido único para definir el campeón de El Metro 2021.

## Temporada 2021
Notas:  La columna "estadio" refleja el estadio dónde el equipo más veces oficia de local en sus partidos, pero no indica que el equipo en cuestión sea propietario del mismo.
| Club           | Ascendido por                                  |
| -------------- | ---------------------------------------------- |
| Urupan         | Campeón de la Liga Uruguaya de Ascenso 2020    |
| Olivol Mundial | Subcampeón de la Liga Uruguaya de Ascenso 2020 |

| Club              | Descendido por |
| ----------------- | -------------- |
| No hubo descensos | -              |

### Información de equipos
| Club           | Departamento | Estadio                   | Capacidad | Fundación               |  |
| 25 de Agosto   | Montevideo   | 25 de Agosto              | 350       | 25 de agosto de 1948    |  |
| Colón          | Montevideo   | Colón                     | 1.000     | 12 de marzo de 1907     |  |
| Lagomar        | Canelones    | Lagomar                   | 170       | 20 de mayo de 1956      |  |
| Miramar        | Montevideo   | Gimnasio miramar          | 200       | 29 de enero de 1953     |  |
| Sayago         | Montevideo   | Gimnasio Roberto Moro     | 660       | 15 de noviembre de 1923 |  |
| Stockolmo      | Montevideo   | Gimnasio Héctor Domínguez | 700       | 25 de julio de 1919     |  |
| Tabaré         | Montevideo   | Tabaré                    | 1.100     | 9 de julio de 1931      |  |
| Unión Atlética | Montevideo   | Unión Atlética            | 700       | 29 de julio de 1921     |  |
|                |              |                           |           |                         |  |
| Verdirrojo     | Montevideo   | Estadio Verdirrojo        | 350       | 6 de diciembre de 1948  |  |

### Tabla de posiciones
| Pos. | Equipo         | PJ | PG | PP | P+ | P- | Dif. | Pts. | Clasificación    |
| ---- | -------------- | -- | -- | -- | -- | -- | ---- | ---- | ---------------- |
| 1.°  | Lagomar        | 11 | 8  | 3  |    |    |      | 19   | Cuartos de final |
| 2.°  | Sayago         | 11 | 8  | 3  |    |    |      | 19   | Cuartos de final |
| 3.°  | Larre Borges   | 11 | 7  | 4  |    |    |      | 18   | Cuartos de final |
| 4.°  | Stockolmo      | 11 | 6  | 5  |    |    |      | 17   | Cuartos de final |
| 5.°  | Danubio        | 11 | 6  | 5  |    |    |      | 17   | Play-In          |
| 6.°  | Colón          | 11 | 6  | 5  |    |    |      | 17   | Play-In          |
| 7.°  | Cordón         | 11 | 5  | 6  |    |    |      | 16   | Play-In          |
| 8.°  | Unión Atlética | 11 | 5  | 6  |    |    |      | 16   | Play-In          |
| 9.°  | Verdirrojo     | 11 | 5  | 6  |    |    |      | 16   | Play-In          |
| 10.° | Tabaré         | 11 | 4  | 7  |    |    |      | 15   | Play-In          |
| 11.° | 25 de Agosto   | 11 | 3  | 8  |    |    |      | 14   | Play-In          |
| 12.° | Miramar        | 11 | 3  | 8  |    |    |      | 14   | Play-In          |

## Play-offs
|  | Play-In        | Play-In      |                |   | Cuartos de final | Cuartos de final |  |                | Semifinales | Semifinales |  |           | Final - Ascendidos a LUB 2022-23 | Final - Ascendidos a LUB 2022-23 |  |
|  |                |              |                |   |                  |                  |  |                |             |             |  |           |                                  |                                  |  |
|  |                |              |                |   |                  |                  |  |                |             |             |  |           |                                  |                                  |  |
|  |                |              |                |   |                  |                  |  |                |             |             |  |           |                                  |                                  |  |
|  |                |              |                |   |                  |                  |  |                |             |             |  |           |                                  |                                  |  |
|  |                |              |                |   |                  |                  |  |                |             |             |  |           |                                  |                                  |  |
|  |                | Lagomar      | 0              |   |                  |                  |  |                |             |             |  |           |                                  |                                  |  |
|  |                |              | 0              |   |                  |                  |  |                |             |             |  |           |                                  |                                  |  |
|  |                |              | Unión Atlética | 2 |                  |                  |  |                |             |             |  |           |                                  |                                  |  |
|  | Unión Atlética | 2            | Unión Atlética | 2 |                  |                  |  |                |             |             |  |           |                                  |                                  |  |
|  | Unión Atlética | 2            |                |   |                  |                  |  |                |             |             |  |           |                                  |                                  |  |
|  | Verdirrojo     | 1            |                |   |                  |                  |  |                |             |             |  |           |                                  |                                  |  |
|  | Verdirrojo     | 1            |                |   |                  |                  |  | Unión Atlética | 0           |             |  |           |                                  |                                  |  |
|  |                |              |                |   |                  |                  |  | Unión Atlética | 0           |             |  |           |                                  |                                  |  |
|  |                |              | Stockolmo      | 2 |                  |                  |  |                |             |             |  |           |                                  |                                  |  |
|  |                |              | Stockolmo      | 2 |                  |                  |  |                |             |             |  |           |                                  |                                  |  |
|  |                |              |                |   |                  |                  |  |                |             |             |  |           |                                  |                                  |  |
|  |                |              |                |   |                  |                  |  |                |             |             |  |           |                                  |                                  |  |
|  |                | Stockolmo    | 2              |   |                  |                  |  |                |             |             |  |           |                                  |                                  |  |
|  |                |              | 2              |   |                  |                  |  |                |             |             |  |           |                                  |                                  |  |
|  |                |              | Danubio        | 1 |                  |                  |  |                |             |             |  |           |                                  |                                  |  |
|  | Danubio        | 2            | Danubio        | 1 |                  |                  |  |                |             |             |  |           |                                  |                                  |  |
|  | Danubio        | 2            |                |   |                  |                  |  |                |             |             |  |           |                                  |                                  |  |
|  | Miramar        | 0            |                |   |                  |                  |  |                |             |             |  |           |                                  |                                  |  |
|  | Miramar        | 0            |                |   |                  |                  |  |                |             |             |  | Stockolmo | 0                                |                                  |  |
|  |                |              |                |   |                  |                  |  |                |             |             |  | Stockolmo | 0                                |                                  |  |
|  |                |              | Larre Borges   | 1 |                  |                  |  |                |             |             |  |           |                                  |                                  |  |
|  |                |              | Larre Borges   | 1 |                  |                  |  |                |             |             |  |           |                                  |                                  |  |
|  |                |              |                |   |                  |                  |  |                |             |             |  |           |                                  |                                  |  |
|  |                |              |                |   |                  |                  |  |                |             |             |  |           |                                  |                                  |  |
|  |                | Sayago       | 2              |   |                  |                  |  |                |             |             |  |           |                                  |                                  |  |
|  |                |              | 2              |   |                  |                  |  |                |             |             |  |           |                                  |                                  |  |
|  |                |              | Cordón         | 1 |                  |                  |  |                |             |             |  |           |                                  |                                  |  |
|  | Cordón         | 2            | Cordón         | 1 |                  |                  |  |                |             |             |  |           |                                  |                                  |  |
|  | Cordón         | 2            |                |   |                  |                  |  |                |             |             |  |           |                                  |                                  |  |
|  | Tabaré         | 0            |                |   |                  |                  |  |                |             |             |  |           |                                  |                                  |  |
|  | Tabaré         | 0            |                |   |                  |                  |  | Sayago         | 0           |             |  |           |                                  |                                  |  |
|  |                |              |                |   |                  |                  |  | Sayago         | 0           |             |  |           |                                  |                                  |  |
|  |                |              | Larre Borges   | 2 |                  |                  |  |                |             |             |  |           |                                  |                                  |  |
|  |                |              | Larre Borges   | 2 |                  |                  |  |                |             |             |  |           |                                  |                                  |  |
|  |                |              |                |   |                  |                  |  |                |             |             |  |           |                                  |                                  |  |
|  |                |              |                |   |                  |                  |  |                |             |             |  |           |                                  |                                  |  |
|  |                | Larre Borges | 2              |   |                  |                  |  |                |             |             |  |           |                                  |                                  |  |
|  |                |              | 2              |   |                  |                  |  |                |             |             |  |           |                                  |                                  |  |
|  |                |              | Colón          | 0 |                  |                  |  |                |             |             |  |           |                                  |                                  |  |
|  | Colón          | 2            | Colón          | 0 |                  |                  |  |                |             |             |  |           |                                  |                                  |  |
|  | Colón          | 2            |                |   |                  |                  |  |                |             |             |  |           |                                  |                                  |  |
|  | 25 de Agosto   | 0            |                |   |                  |                  |  |                |             |             |  |           |                                  |                                  |  |
|  | 25 de Agosto   | 0            |                |   |                  |                  |  |                |             |             |  |           |                                  |                                  |  |
|  |                |              |                |   |                  |                  |  |                |             |             |  |           |                                  |                                  |  |

### Campeón
|                         |
| Larre Borges 2.° título |